# Lista di asteroidi (25001-26000)
Di seguito una lista di asteroidi dal numero 25001 al 26000 con data di scoperta e scopritore.

## 25001-25100
| Nome                  | Designazione provvisoria | Data di scoperta  | Scopritore                           |
| --------------------- | ------------------------ | ----------------- | ------------------------------------ |
| 25001 Pacheco         | 1998 OW6                 | 31 luglio 1998    | À. López                             |
| 25002 -               | 1998 OP7                 | 26 luglio 1998    | E. W. Elst                           |
| 25003 -               | 1998 OZ8                 | 26 luglio 1998    | E. W. Elst                           |
| 25004 -               | 1998 OF10                | 26 luglio 1998    | E. W. Elst                           |
| 25005 -               | 1998 OU12                | 26 luglio 1998    | E. W. Elst                           |
| 25006 -               | 1998 OD13                | 26 luglio 1998    | E. W. Elst                           |
| 25007 -               | 1998 PJ                  | 5 agosto 1998     | Kleť                                 |
| 25008 -               | 1998 PL                  | 8 agosto 1998     | F. B. Zoltowski                      |
| 25009 -               | 1998 PG1                 | 15 agosto 1998    | F. B. Zoltowski                      |
| 25010 -               | 1998 PL1                 | 14 agosto 1998    | À. López, R. Pacheco                 |
| 25011 -               | 1998 PP1                 | 13 agosto 1998    | Beijing Schmidt CCD Asteroid Program |
| 25012 -               | 1998 QC                  | 17 agosto 1998    | Višnjan Observatory                  |
| 25013 -               | 1998 QR                  | 17 agosto 1998    | Kleť                                 |
| 25014 Christinepalau  | 1998 QT                  | 18 agosto 1998    | M. Bœuf                              |
| 25015 Lairdclose      | 1998 QN2                 | 19 agosto 1998    | NEAT                                 |
| 25016 -               | 1998 QJ4                 | 18 agosto 1998    | J. Broughton                         |
| 25017 -               | 1998 QG6                 | 24 agosto 1998    | ODAS                                 |
| 25018 Valbousquet     | 1998 QN6                 | 24 agosto 1998    | ODAS                                 |
| 25019 Walentosky      | 1998 QO10                | 17 agosto 1998    | LINEAR                               |
| 25020 Tinyacheng      | 1998 QY13                | 17 agosto 1998    | LINEAR                               |
| 25021 Nischaykumar    | 1998 QV17                | 17 agosto 1998    | LINEAR                               |
| 25022 Hemalibatra     | 1998 QK18                | 17 agosto 1998    | LINEAR                               |
| 25023 Sundaresh       | 1998 QA19                | 17 agosto 1998    | LINEAR                               |
| 25024 Calebmcgraw     | 1998 QL19                | 17 agosto 1998    | LINEAR                               |
| 25025 Joshuavo        | 1998 QW20                | 17 agosto 1998    | LINEAR                               |
| 25026 -               | 1998 QF23                | 17 agosto 1998    | LINEAR                               |
| 25027 -               | 1998 QN25                | 17 agosto 1998    | LINEAR                               |
| 25028 -               | 1998 QL26                | 25 agosto 1998    | F. B. Zoltowski                      |
| 25029 Ludwighesse     | 1998 QO28                | 26 agosto 1998    | P. G. Comba                          |
| 25030 -               | 1998 QL29                | 22 agosto 1998    | Beijing Schmidt CCD Asteroid Program |
| 25031 -               | 1998 QM30                | 23 agosto 1998    | Višnjan Observatory                  |
| 25032 Randallray      | 1998 QV31                | 17 agosto 1998    | LINEAR                               |
| 25033 -               | 1998 QM32                | 17 agosto 1998    | LINEAR                               |
| 25034 Lesliemarie     | 1998 QS32                | 17 agosto 1998    | LINEAR                               |
| 25035 Scalesse        | 1998 QN33                | 17 agosto 1998    | LINEAR                               |
| 25036 Elizabethof     | 1998 QT36                | 17 agosto 1998    | LINEAR                               |
| 25037 -               | 1998 QC37                | 17 agosto 1998    | LINEAR                               |
| 25038 Matebezdek      | 1998 QK37                | 17 agosto 1998    | LINEAR                               |
| 25039 Chensun         | 1998 QF38                | 17 agosto 1998    | LINEAR                               |
| 25040 -               | 1998 QF40                | 17 agosto 1998    | LINEAR                               |
| 25041 -               | 1998 QX40                | 17 agosto 1998    | LINEAR                               |
| 25042 Qiujun          | 1998 QN42                | 17 agosto 1998    | LINEAR                               |
| 25043 Fangxing        | 1998 QQ42                | 17 agosto 1998    | LINEAR                               |
| 25044 -               | 1998 QE43                | 17 agosto 1998    | LINEAR                               |
| 25045 Baixuefei       | 1998 QU43                | 17 agosto 1998    | LINEAR                               |
| 25046 Suyihan         | 1998 QK44                | 17 agosto 1998    | LINEAR                               |
| 25047 Tsuitehsin      | 1998 QN44                | 17 agosto 1998    | LINEAR                               |
| 25048 -               | 1998 QJ45                | 17 agosto 1998    | LINEAR                               |
| 25049 Christofnorn    | 1998 QS45                | 17 agosto 1998    | LINEAR                               |
| 25050 Michmadsen      | 1998 QN50                | 17 agosto 1998    | LINEAR                               |
| 25051 Vass            | 1998 QE53                | 20 agosto 1998    | LONEOS                               |
| 25052 Rudawska        | 1998 QG54                | 27 agosto 1998    | LONEOS                               |
| 25053 Matthewknight   | 1998 QB55                | 27 agosto 1998    | LONEOS                               |
| 25054 -               | 1998 QN55                | 26 agosto 1998    | ODAS                                 |
| 25055 -               | 1998 QM57                | 30 agosto 1998    | Spacewatch                           |
| 25056 -               | 1998 QP57                | 30 agosto 1998    | Spacewatch                           |
| 25057 -               | 1998 QW62                | 30 agosto 1998    | Beijing Schmidt CCD Asteroid Program |
| 25058 Shanegould      | 1998 QO63                | 25 agosto 1998    | J. Broughton                         |
| 25059 -               | 1998 QA69                | 24 agosto 1998    | LINEAR                               |
| 25060 -               | 1998 QP69                | 24 agosto 1998    | LINEAR                               |
| 25061 -               | 1998 QQ69                | 24 agosto 1998    | LINEAR                               |
| 25062 Rasmussen       | 1998 QH71                | 24 agosto 1998    | LINEAR                               |
| 25063 -               | 1998 QV74                | 24 agosto 1998    | LINEAR                               |
| 25064 -               | 1998 QN85                | 24 agosto 1998    | LINEAR                               |
| 25065 Lautakkin       | 1998 QW85                | 24 agosto 1998    | LINEAR                               |
| 25066 -               | 1998 QN86                | 24 agosto 1998    | LINEAR                               |
| 25067 -               | 1998 QW86                | 24 agosto 1998    | LINEAR                               |
| 25068 -               | 1998 QV88                | 24 agosto 1998    | LINEAR                               |
| 25069 -               | 1998 QF89                | 24 agosto 1998    | LINEAR                               |
| 25070 -               | 1998 QY90                | 28 agosto 1998    | LINEAR                               |
| 25071 -               | 1998 QN92                | 28 agosto 1998    | LINEAR                               |
| 25072 -               | 1998 QB93                | 28 agosto 1998    | LINEAR                               |
| 25073 Lautakshing     | 1998 QM94                | 17 agosto 1998    | LINEAR                               |
| 25074 Honami          | 1998 QF96                | 19 agosto 1998    | LINEAR                               |
| 25075 Kiyomoto        | 1998 QK98                | 28 agosto 1998    | LINEAR                               |
| 25076 -               | 1998 QM98                | 28 agosto 1998    | LINEAR                               |
| 25077 -               | 1998 QJ99                | 26 agosto 1998    | E. W. Elst                           |
| 25078 -               | 1998 QV99                | 26 agosto 1998    | E. W. Elst                           |
| 25079 -               | 1998 QU103               | 26 agosto 1998    | E. W. Elst                           |
| 25080 -               | 1998 QX103               | 26 agosto 1998    | E. W. Elst                           |
| 25081 -               | 1998 QR108               | 17 agosto 1998    | LINEAR                               |
| 25082 Williamhodge    | 1998 RP1                 | 15 settembre 1998 | P. G. Comba                          |
| 25083 -               | 1998 RV1                 | 14 settembre 1998 | CSS                                  |
| 25084 Jutzi           | 1998 RP5                 | 15 settembre 1998 | LONEOS                               |
| 25085 Melena          | 1998 RM6                 | 14 settembre 1998 | LONEOS                               |
| 25086 -               | 1998 RU8                 | 13 settembre 1998 | Spacewatch                           |
| 25087 Kaztaniguchi    | 1998 RK17                | 14 settembre 1998 | LINEAR                               |
| 25088 Yoshimura       | 1998 RR19                | 14 settembre 1998 | LINEAR                               |
| 25089 Sanabria-Rivera | 1998 RN25                | 14 settembre 1998 | LINEAR                               |
| 25090 -               | 1998 RA39                | 14 settembre 1998 | LINEAR                               |
| 25091 Sanchez-Claudio | 1998 RH41                | 14 settembre 1998 | LINEAR                               |
| 25092 -               | 1998 RV42                | 14 settembre 1998 | LINEAR                               |
| 25093 Andmikhaylov    | 1998 RO45                | 14 settembre 1998 | LINEAR                               |
| 25094 Zemtsov         | 1998 RF46                | 14 settembre 1998 | LINEAR                               |
| 25095 Churinov        | 1998 RT46                | 14 settembre 1998 | LINEAR                               |
| 25096 -               | 1998 RW46                | 14 settembre 1998 | LINEAR                               |
| 25097 -               | 1998 RK47                | 14 settembre 1998 | LINEAR                               |
| 25098 Gridnev         | 1998 RQ47                | 14 settembre 1998 | LINEAR                               |
| 25099 Mashinskiy      | 1998 RS47                | 14 settembre 1998 | LINEAR                               |
| 25100 Zhaiweichao     | 1998 RY47                | 14 settembre 1998 | LINEAR                               |

## 25101-25200
| Nome                  | Designazione provvisoria | Data di scoperta  | Scopritore                           |
| --------------------- | ------------------------ | ----------------- | ------------------------------------ |
| 25101 -               | 1998 RJ48                | 14 settembre 1998 | LINEAR                               |
| 25102 Zhaoye          | 1998 RW50                | 14 settembre 1998 | LINEAR                               |
| 25103 Kimdongyoung    | 1998 RC51                | 14 settembre 1998 | LINEAR                               |
| 25104 Chohyunghoon    | 1998 RY51                | 14 settembre 1998 | LINEAR                               |
| 25105 Kimnayeon       | 1998 RJ52                | 14 settembre 1998 | LINEAR                               |
| 25106 Ryoojungmin     | 1998 RC53                | 14 settembre 1998 | LINEAR                               |
| 25107 -               | 1998 RL54                | 14 settembre 1998 | LINEAR                               |
| 25108 Boström         | 1998 RV55                | 14 settembre 1998 | LINEAR                               |
| 25109 Hofving         | 1998 RR56                | 14 settembre 1998 | LINEAR                               |
| 25110 -               | 1998 RC61                | 14 settembre 1998 | LINEAR                               |
| 25111 Klokun          | 1998 RG64                | 14 settembre 1998 | LINEAR                               |
| 25112 Mymeshkovych    | 1998 RL65                | 14 settembre 1998 | LINEAR                               |
| 25113 Benwasserman    | 1998 RS65                | 14 settembre 1998 | LINEAR                               |
| 25114 -               | 1998 RJ66                | 14 settembre 1998 | LINEAR                               |
| 25115 Drago           | 1998 RP66                | 14 settembre 1998 | LINEAR                               |
| 25116 Jonathanwang    | 1998 RW68                | 14 settembre 1998 | LINEAR                               |
| 25117 -               | 1998 RX68                | 14 settembre 1998 | LINEAR                               |
| 25118 Kevlin          | 1998 RM71                | 14 settembre 1998 | LINEAR                               |
| 25119 Kakani          | 1998 RA72                | 14 settembre 1998 | LINEAR                               |
| 25120 Yvetteleung     | 1998 RN73                | 14 settembre 1998 | LINEAR                               |
| 25121 -               | 1998 RL75                | 14 settembre 1998 | LINEAR                               |
| 25122 Kaitlingus      | 1998 RJ77                | 14 settembre 1998 | LINEAR                               |
| 25123 -               | 1998 RA78                | 14 settembre 1998 | LINEAR                               |
| 25124 Zahramaarouf    | 1998 RC78                | 14 settembre 1998 | LINEAR                               |
| 25125 Brodallan       | 1998 RN78                | 14 settembre 1998 | LINEAR                               |
| 25126 -               | 1998 RO78                | 14 settembre 1998 | LINEAR                               |
| 25127 Laurentbrunetto | 1998 SZ                  | 16 settembre 1998 | ODAS                                 |
| 25128 -               | 1998 SK1                 | 16 settembre 1998 | ODAS                                 |
| 25129 Uranoscope      | 1998 SP1                 | 16 settembre 1998 | ODAS                                 |
| 25130 -               | 1998 SV1                 | 16 settembre 1998 | ODAS                                 |
| 25131 Katiemelua      | 1998 SY3                 | 18 settembre 1998 | ODAS                                 |
| 25132 -               | 1998 SO9                 | 17 settembre 1998 | Beijing Schmidt CCD Asteroid Program |
| 25133 Douglin         | 1998 SU14                | 18 settembre 1998 | LONEOS                               |
| 25134 -               | 1998 SC17                | 17 settembre 1998 | Spacewatch                           |
| 25135 -               | 1998 SX21                | 23 settembre 1998 | Višnjan Observatory                  |
| 25136 -               | 1998 SE22                | 23 settembre 1998 | Višnjan Observatory                  |
| 25137 Seansolomon     | 1998 SS23                | 17 settembre 1998 | LONEOS                               |
| 25138 Jaumann         | 1998 SM24                | 17 settembre 1998 | LONEOS                               |
| 25139 Roatsch         | 1998 SN25                | 22 settembre 1998 | LONEOS                               |
| 25140 Schmedemann     | 1998 SU25                | 22 settembre 1998 | LONEOS                               |
| 25141 -               | 1998 SC27                | 20 settembre 1998 | Beijing Schmidt CCD Asteroid Program |
| 25142 Hopf            | 1998 SA28                | 26 settembre 1998 | P. G. Comba                          |
| 25143 Itokawa         | 1998 SF36                | 26 settembre 1998 | LINEAR                               |
| 25144 -               | 1998 SC43                | 23 settembre 1998 | Beijing Schmidt CCD Asteroid Program |
| 25145 -               | 1998 SH43                | 23 settembre 1998 | Beijing Schmidt CCD Asteroid Program |
| 25146 Xiada           | 1998 SN43                | 24 settembre 1998 | Beijing Schmidt CCD Asteroid Program |
| 25147 -               | 1998 SZ45                | 25 settembre 1998 | Spacewatch                           |
| 25148 -               | 1998 SE47                | 25 settembre 1998 | Spacewatch                           |
| 25149 -               | 1998 SM49                | 22 settembre 1998 | W. Bickel                            |
| 25150 -               | 1998 SB51                | 26 settembre 1998 | Spacewatch                           |
| 25151 Stefanschröder  | 1998 SS53                | 16 settembre 1998 | LONEOS                               |
| 25152 Toplis          | 1998 SX53                | 16 settembre 1998 | LONEOS                               |
| 25153 Tomhockey       | 1998 SY53                | 16 settembre 1998 | LONEOS                               |
| 25154 Ayers           | 1998 SZ54                | 16 settembre 1998 | LONEOS                               |
| 25155 van Belle       | 1998 SA55                | 16 settembre 1998 | LONEOS                               |
| 25156 Shkolnik        | 1998 SL55                | 16 settembre 1998 | LONEOS                               |
| 25157 Fabian          | 1998 SA56                | 16 settembre 1998 | LONEOS                               |
| 25158 Berman          | 1998 SF57                | 17 settembre 1998 | LONEOS                               |
| 25159 Michaelwest     | 1998 SN57                | 17 settembre 1998 | LONEOS                               |
| 25160 Joellama        | 1998 SN58                | 17 settembre 1998 | LONEOS                               |
| 25161 Strosahl        | 1998 SR58                | 17 settembre 1998 | LONEOS                               |
| 25162 Beckage         | 1998 ST59                | 17 settembre 1998 | LONEOS                               |
| 25163 Williammcdonald | 1998 SC60                | 17 settembre 1998 | LONEOS                               |
| 25164 Sonomastate     | 1998 SJ62                | 19 settembre 1998 | LONEOS                               |
| 25165 Leget           | 1998 SK62                | 19 settembre 1998 | LONEOS                               |
| 25166 Thompson        | 1998 SM62                | 19 settembre 1998 | LONEOS                               |
| 25167 -               | 1998 SO64                | 20 settembre 1998 | E. W. Elst                           |
| 25168 -               | 1998 SC65                | 20 settembre 1998 | E. W. Elst                           |
| 25169 -               | 1998 SR65                | 20 settembre 1998 | E. W. Elst                           |
| 25170 -               | 1998 SB66                | 20 settembre 1998 | E. W. Elst                           |
| 25171 -               | 1998 SX66                | 20 settembre 1998 | E. W. Elst                           |
| 25172 -               | 1998 SF67                | 20 settembre 1998 | E. W. Elst                           |
| 25173 -               | 1998 SN71                | 21 settembre 1998 | E. W. Elst                           |
| 25174 -               | 1998 SQ72                | 21 settembre 1998 | E. W. Elst                           |
| 25175 Lukeandraka     | 1998 SX75                | 29 settembre 1998 | LINEAR                               |
| 25176 Thomasaunins    | 1998 ST81                | 26 settembre 1998 | LINEAR                               |
| 25177 -               | 1998 ST84                | 26 settembre 1998 | LINEAR                               |
| 25178 Shreebose       | 1998 SA96                | 26 settembre 1998 | LINEAR                               |
| 25179 -               | 1998 SG100               | 26 settembre 1998 | LINEAR                               |
| 25180 Kenyonconlin    | 1998 SM107               | 26 settembre 1998 | LINEAR                               |
| 25181 -               | 1998 SN108               | 26 settembre 1998 | LINEAR                               |
| 25182 Siddhawan       | 1998 ST110               | 26 settembre 1998 | LINEAR                               |
| 25183 Grantfisher     | 1998 SJ115               | 26 settembre 1998 | LINEAR                               |
| 25184 Taylorgaines    | 1998 SL115               | 26 settembre 1998 | LINEAR                               |
| 25185 -               | 1998 SR115               | 26 settembre 1998 | LINEAR                               |
| 25186 -               | 1998 SY115               | 26 settembre 1998 | LINEAR                               |
| 25187 -               | 1998 SH116               | 26 settembre 1998 | LINEAR                               |
| 25188 -               | 1998 SR117               | 26 settembre 1998 | LINEAR                               |
| 25189 Glockner        | 1998 SD118               | 26 settembre 1998 | LINEAR                               |
| 25190 Thomasgoodin    | 1998 SM118               | 26 settembre 1998 | LINEAR                               |
| 25191 Rachelouise     | 1998 SE123               | 26 settembre 1998 | LINEAR                               |
| 25192 -               | 1998 SU124               | 26 settembre 1998 | LINEAR                               |
| 25193 Taliagreene     | 1998 SV126               | 26 settembre 1998 | LINEAR                               |
| 25194 -               | 1998 ST132               | 26 settembre 1998 | LINEAR                               |
| 25195 -               | 1998 SR133               | 26 settembre 1998 | LINEAR                               |
| 25196 -               | 1998 SH134               | 26 settembre 1998 | LINEAR                               |
| 25197 -               | 1998 SX137               | 26 settembre 1998 | LINEAR                               |
| 25198 Kylienicole     | 1998 SC138               | 26 settembre 1998 | LINEAR                               |
| 25199 Jiahegu         | 1998 SB139               | 26 settembre 1998 | LINEAR                               |
| 25200 -               | 1998 SK139               | 26 settembre 1998 | LINEAR                               |

## 25201-25300
| Nome                 | Designazione provvisoria | Data di scoperta  | Scopritore                           |
| -------------------- | ------------------------ | ----------------- | ------------------------------------ |
| 25201 -              | 1998 SV140               | 26 settembre 1998 | LINEAR                               |
| 25202 -              | 1998 SW140               | 26 settembre 1998 | LINEAR                               |
| 25203 -              | 1998 SP143               | 18 settembre 1998 | E. W. Elst                           |
| 25204 -              | 1998 SP144               | 20 settembre 1998 | E. W. Elst                           |
| 25205 -              | 1998 SQ144               | 20 settembre 1998 | E. W. Elst                           |
| 25206 -              | 1998 SX145               | 20 settembre 1998 | E. W. Elst                           |
| 25207 -              | 1998 SY145               | 20 settembre 1998 | E. W. Elst                           |
| 25208 -              | 1998 SK146               | 20 settembre 1998 | E. W. Elst                           |
| 25209 -              | 1998 SO146               | 20 settembre 1998 | E. W. Elst                           |
| 25210 -              | 1998 SE147               | 20 settembre 1998 | E. W. Elst                           |
| 25211 -              | 1998 SU147               | 20 settembre 1998 | E. W. Elst                           |
| 25212 Ayushgupta     | 1998 SU149               | 26 settembre 1998 | LINEAR                               |
| 25213 -              | 1998 SP159               | 26 settembre 1998 | LINEAR                               |
| 25214 -              | 1998 SS162               | 26 settembre 1998 | LINEAR                               |
| 25215 -              | 1998 SC164               | 18 settembre 1998 | E. W. Elst                           |
| 25216 Enricobernardi | 1998 TU1                 | 10 ottobre 1998   | Pleiade                              |
| 25217 -              | 1998 TX1                 | 13 ottobre 1998   | J. Broughton                         |
| 25218 -              | 1998 TZ1                 | 13 ottobre 1998   | J. Broughton                         |
| 25219 -              | 1998 TM5                 | 13 ottobre 1998   | K. Korlević                          |
| 25220 -              | 1998 TQ6                 | 15 ottobre 1998   | J. Broughton                         |
| 25221 -              | 1998 TJ10                | 12 ottobre 1998   | Spacewatch                           |
| 25222 -              | 1998 TT13                | 13 ottobre 1998   | Spacewatch                           |
| 25223 -              | 1998 TT26                | 14 ottobre 1998   | Spacewatch                           |
| 25224 -              | 1998 TD27                | 14 ottobre 1998   | Spacewatch                           |
| 25225 Patrickbenson  | 1998 TN30                | 10 ottobre 1998   | LONEOS                               |
| 25226 Brasch         | 1998 TP30                | 10 ottobre 1998   | LONEOS                               |
| 25227 Genehill       | 1998 TQ30                | 10 ottobre 1998   | LONEOS                               |
| 25228 Mikekitt       | 1998 TR30                | 10 ottobre 1998   | LONEOS                               |
| 25229 Karenkitt      | 1998 TV30                | 10 ottobre 1998   | LONEOS                               |
| 25230 Borgis         | 1998 TT31                | 11 ottobre 1998   | LONEOS                               |
| 25231 Naylor         | 1998 TW32                | 14 ottobre 1998   | LONEOS                               |
| 25232 Schatz         | 1998 TN33                | 14 ottobre 1998   | LONEOS                               |
| 25233 Tallman        | 1998 TD34                | 14 ottobre 1998   | LONEOS                               |
| 25234 Odell          | 1998 TW34                | 14 ottobre 1998   | LONEOS                               |
| 25235 -              | 1998 UC3                 | 20 ottobre 1998   | ODAS                                 |
| 25236 -              | 1998 UT6                 | 18 ottobre 1998   | T. Kagawa                            |
| 25237 Hurwitz        | 1998 UG7                 | 20 ottobre 1998   | P. G. Comba                          |
| 25238 -              | 1998 UJ7                 | 21 ottobre 1998   | K. Korlević                          |
| 25239 -              | 1998 UB8                 | 23 ottobre 1998   | K. Korlević                          |
| 25240 Qiansanqiang   | 1998 UO8                 | 16 ottobre 1998   | Beijing Schmidt CCD Asteroid Program |
| 25241 -              | 1998 UF14                | 23 ottobre 1998   | Spacewatch                           |
| 25242 -              | 1998 UH15                | 20 ottobre 1998   | R. G. Davis                          |
| 25243 -              | 1998 UQ15                | 23 ottobre 1998   | K. Korlević                          |
| 25244 -              | 1998 UV15                | 24 ottobre 1998   | K. Korlević                          |
| 25245 -              | 1998 UW18                | 26 ottobre 1998   | K. Korlević                          |
| 25246 -              | 1998 UX18                | 26 ottobre 1998   | K. Korlević                          |
| 25247 -              | 1998 UW19                | 23 ottobre 1998   | K. Korlević                          |
| 25248 -              | 1998 UX19                | 24 ottobre 1998   | K. Korlević                          |
| 25249 -              | 1998 UV22                | 31 ottobre 1998   | T. Kagawa                            |
| 25250 Jonnapeterson  | 1998 UX23                | 17 ottobre 1998   | LONEOS                               |
| 25251 -              | 1998 UL25                | 18 ottobre 1998   | E. W. Elst                           |
| 25252 -              | 1998 UC26                | 18 ottobre 1998   | E. W. Elst                           |
| 25253 -              | 1998 UV29                | 18 ottobre 1998   | E. W. Elst                           |
| 25254 -              | 1998 UM32                | 29 ottobre 1998   | Beijing Schmidt CCD Asteroid Program |
| 25255 -              | 1998 UX32                | 28 ottobre 1998   | LINEAR                               |
| 25256 Imbrie-Moore   | 1998 UG34                | 28 ottobre 1998   | LINEAR                               |
| 25257 Elizmakarron   | 1998 UF42                | 28 ottobre 1998   | LINEAR                               |
| 25258 Nathaniel      | 1998 VU                  | 7 novembre 1998   | M. Tichý, J. Tichá                   |
| 25259 Lucarnold      | 1998 VK4                 | 11 novembre 1998  | ODAS                                 |
| 25260 -              | 1998 VN5                 | 8 novembre 1998   | Y. Shimizu, T. Urata                 |
| 25261 -              | 1998 VX5                 | 11 novembre 1998  | T. Kagawa                            |
| 25262 -              | 1998 VL14                | 10 novembre 1998  | LINEAR                               |
| 25263 -              | 1998 VM16                | 10 novembre 1998  | LINEAR                               |
| 25264 Erickeen       | 1998 VP16                | 10 novembre 1998  | LINEAR                               |
| 25265 -              | 1998 VR17                | 10 novembre 1998  | LINEAR                               |
| 25266 Taylorkinyon   | 1998 VS20                | 10 novembre 1998  | LINEAR                               |
| 25267 -              | 1998 VH21                | 10 novembre 1998  | LINEAR                               |
| 25268 -              | 1998 VP23                | 10 novembre 1998  | LINEAR                               |
| 25269 -              | 1998 VY23                | 10 novembre 1998  | LINEAR                               |
| 25270 -              | 1998 VR27                | 10 novembre 1998  | LINEAR                               |
| 25271 -              | 1998 VT27                | 10 novembre 1998  | LINEAR                               |
| 25272 -              | 1998 VK32                | 14 novembre 1998  | J. Broughton                         |
| 25273 Barrycarole    | 1998 VN32                | 15 novembre 1998  | I. P. Griffin                        |
| 25274 -              | 1998 VE33                | 15 novembre 1998  | J. Broughton                         |
| 25275 Jocelynbell    | 1998 VF33                | 14 novembre 1998  | R. A. Tucker                         |
| 25276 Dimai          | 1998 VJ33                | 15 novembre 1998  | V. Goretti                           |
| 25277 -              | 1998 VR34                | 14 novembre 1998  | N. Kawasato                          |
| 25278 -              | 1998 VD51                | 13 novembre 1998  | LINEAR                               |
| 25279 -              | 1998 VF52                | 13 novembre 1998  | LINEAR                               |
| 25280 -              | 1998 VY53                | 14 novembre 1998  | LINEAR                               |
| 25281 -              | 1998 WP                  | 16 novembre 1998  | D. K. Chesney                        |
| 25282 -              | 1998 WR                  | 18 novembre 1998  | LINEAR                               |
| 25283 -              | 1998 WU                  | 17 novembre 1998  | T. Kobayashi                         |
| 25284 -              | 1998 WL2                 | 17 novembre 1998  | CSS                                  |
| 25285 -              | 1998 WB7                 | 17 novembre 1998  | N. Kawasato                          |
| 25286 -              | 1998 WC8                 | 18 novembre 1998  | S. Ueda, H. Kaneda                   |
| 25287 -              | 1998 WR9                 | 28 novembre 1998  | K. Korlević                          |
| 25288 -              | 1998 WM10                | 21 novembre 1998  | LINEAR                               |
| 25289 -              | 1998 WE12                | 21 novembre 1998  | LINEAR                               |
| 25290 Vibhuti        | 1998 WH14                | 21 novembre 1998  | LINEAR                               |
| 25291 -              | 1998 WO16                | 21 novembre 1998  | LINEAR                               |
| 25292 -              | 1998 WQ16                | 21 novembre 1998  | LINEAR                               |
| 25293 -              | 1998 WS16                | 21 novembre 1998  | LINEAR                               |
| 25294 Johnlaberee    | 1998 WA17                | 21 novembre 1998  | LINEAR                               |
| 25295 -              | 1998 WK17                | 21 novembre 1998  | LINEAR                               |
| 25296 -              | 1998 WD20                | 26 novembre 1998  | F. Uto                               |
| 25297 -              | 1998 WW20                | 18 novembre 1998  | LINEAR                               |
| 25298 Fionapaine     | 1998 WB22                | 18 novembre 1998  | LINEAR                               |
| 25299 -              | 1998 WX22                | 18 novembre 1998  | LINEAR                               |
| 25300 Andyromine     | 1998 WE23                | 18 novembre 1998  | LINEAR                               |

## 25301-25400
| Nome               | Designazione provvisoria | Data di scoperta  | Scopritore                           |
| ------------------ | ------------------------ | ----------------- | ------------------------------------ |
| 25301 Ambrofogar   | 1998 XZ2                 | 7 dicembre 1998   | M. Tombelli, A. Boattini             |
| 25302 Niim         | 1998 XW3                 | 9 dicembre 1998   | N. Sato                              |
| 25303 -            | 1998 XE17                | 8 dicembre 1998   | ODAS                                 |
| 25304 -            | 1998 XQ28                | 14 dicembre 1998  | LINEAR                               |
| 25305 -            | 1998 XH62                | 9 dicembre 1998   | LINEAR                               |
| 25306 -            | 1998 XQ73                | 14 dicembre 1998  | LINEAR                               |
| 25307 -            | 1998 XU77                | 15 dicembre 1998  | LINEAR                               |
| 25308 -            | 1998 XW82                | 15 dicembre 1998  | LINEAR                               |
| 25309 Chrisauer    | 1998 XQ87                | 15 dicembre 1998  | LINEAR                               |
| 25310 -            | 1998 XY92                | 15 dicembre 1998  | LINEAR                               |
| 25311 -            | 1998 YV3                 | 17 dicembre 1998  | T. Rezek, P. Pravec                  |
| 25312 Asiapossenti | 1998 YU6                 | 22 dicembre 1998  | V. S. Casulli                        |
| 25313 -            | 1998 YV8                 | 22 dicembre 1998  | Beijing Schmidt CCD Asteroid Program |
| 25314 -            | 1999 AK3                 | 8 gennaio 1999    | LINEAR                               |
| 25315 -            | 1999 AZ8                 | 9 gennaio 1999    | Beijing Schmidt CCD Asteroid Program |
| 25316 Comnick      | 1999 AH23                | 10 gennaio 1999   | LONEOS                               |
| 25317 -            | 1999 BL12                | 24 gennaio 1999   | Črni Vrh                             |
| 25318 -            | 1999 CH12                | 12 febbraio 1999  | LINEAR                               |
| 25319 -            | 1999 CT14                | 15 febbraio 1999  | K. Korlević                          |
| 25320 -            | 1999 CP15                | 11 febbraio 1999  | LINEAR                               |
| 25321 Rohitsingh   | 1999 FR27                | 19 marzo 1999     | LINEAR                               |
| 25322 Rebeccajean  | 1999 FM28                | 19 marzo 1999     | LINEAR                               |
| 25323 -            | 1999 FC34                | 19 marzo 1999     | LINEAR                               |
| 25324 -            | 1999 GQ4                 | 10 aprile 1999    | K. Korlević                          |
| 25325 -            | 1999 JS5                 | 10 maggio 1999    | LINEAR                               |
| 25326 Lawrencesun  | 1999 JB32                | 10 maggio 1999    | LINEAR                               |
| 25327 -            | 1999 JB63                | 10 maggio 1999    | LINEAR                               |
| 25328 -            | 1999 JK83                | 12 maggio 1999    | LINEAR                               |
| 25329 -            | 1999 JO84                | 12 maggio 1999    | LINEAR                               |
| 25330 -            | 1999 KV4                 | 17 maggio 1999    | CSS                                  |
| 25331 Berrevoets   | 1999 KY4                 | 20 maggio 1999    | J. M. Roe                            |
| 25332 -            | 1999 KK6                 | 17 maggio 1999    | LINEAR                               |
| 25333 Britwenger   | 1999 KW13                | 18 maggio 1999    | LINEAR                               |
| 25334 -            | 1999 LK11                | 8 giugno 1999     | LINEAR                               |
| 25335 -            | 1999 NT                  | 9 luglio 1999     | M. Bœuf                              |
| 25336 -            | 1999 OR2                 | 22 luglio 1999    | LINEAR                               |
| 25337 Elisabetta   | 1999 PK                  | 6 agosto 1999     | G. Masi                              |
| 25338 -            | 1999 RE2                 | 6 settembre 1999  | C. W. Juels                          |
| 25339 -            | 1999 RE27                | 7 settembre 1999  | LINEAR                               |
| 25340 Segoves      | 1999 RX31                | 10 settembre 1999 | M. Tichý, Z. Moravec                 |
| 25341 -            | 1999 RT38                | 13 settembre 1999 | K. Korlević                          |
| 25342 -            | 1999 RQ42                | 14 settembre 1999 | K. Korlević                          |
| 25343 -            | 1999 RA44                | 15 settembre 1999 | K. Korlević                          |
| 25344 -            | 1999 RN72                | 7 settembre 1999  | LINEAR                               |
| 25345 -            | 1999 RW88                | 7 settembre 1999  | LINEAR                               |
| 25346 -            | 1999 RS103               | 8 settembre 1999  | LINEAR                               |
| 25347 -            | 1999 RQ116               | 9 settembre 1999  | LINEAR                               |
| 25348 Wisniowiecki | 1999 RJ124               | 9 settembre 1999  | LINEAR                               |
| 25349 -            | 1999 RL127               | 9 settembre 1999  | LINEAR                               |
| 25350 -            | 1999 RB143               | 9 settembre 1999  | LINEAR                               |
| 25351 -            | 1999 RK173               | 9 settembre 1999  | LINEAR                               |
| 25352 -            | 1999 RQ201               | 8 settembre 1999  | LINEAR                               |
| 25353 -            | 1999 RB210               | 8 settembre 1999  | LINEAR                               |
| 25354 Zdasiuk      | 1999 RD211               | 8 settembre 1999  | LINEAR                               |
| 25355 -            | 1999 RU221               | 5 settembre 1999  | CSS                                  |
| 25356 -            | 1999 SK6                 | 30 settembre 1999 | LINEAR                               |
| 25357 -            | 1999 TM                  | 1 ottobre 1999    | T. Stafford                          |
| 25358 Boskovice    | 1999 TY3                 | 2 ottobre 1999    | L. Šarounová                         |
| 25359 -            | 1999 TW11                | 10 ottobre 1999   | K. Korlević, M. Jurić                |
| 25360 -            | 1999 TK14                | 10 ottobre 1999   | K. Korlević, M. Jurić                |
| 25361 -            | 1999 TC23                | 3 ottobre 1999    | Spacewatch                           |
| 25362 -            | 1999 TH24                | 4 ottobre 1999    | Spacewatch                           |
| 25363 -            | 1999 TW24                | 2 ottobre 1999    | LINEAR                               |
| 25364 Allisonbaas  | 1999 TD26                | 3 ottobre 1999    | LINEAR                               |
| 25365 Bernreuter   | 1999 TC27                | 3 ottobre 1999    | LINEAR                               |
| 25366 Maureenbobo  | 1999 TH30                | 4 ottobre 1999    | LINEAR                               |
| 25367 Cicek        | 1999 TC96                | 2 ottobre 1999    | LINEAR                               |
| 25368 Gailcolwell  | 1999 TQ96                | 2 ottobre 1999    | LINEAR                               |
| 25369 Dawndonovan  | 1999 TR108               | 4 ottobre 1999    | LINEAR                               |
| 25370 Karenfletch  | 1999 TW144               | 7 ottobre 1999    | LINEAR                               |
| 25371 Frangaley    | 1999 TS153               | 7 ottobre 1999    | LINEAR                               |
| 25372 Shanagarza   | 1999 TB164               | 9 ottobre 1999    | LINEAR                               |
| 25373 Gorsch       | 1999 TC166               | 10 ottobre 1999   | LINEAR                               |
| 25374 Harbrucker   | 1999 TC178               | 10 ottobre 1999   | LINEAR                               |
| 25375 Treenajoi    | 1999 TR180               | 10 ottobre 1999   | LINEAR                               |
| 25376 Christikeen  | 1999 TS180               | 10 ottobre 1999   | LINEAR                               |
| 25377 Rolaberee    | 1999 TZ196               | 12 ottobre 1999   | LINEAR                               |
| 25378 Erinlambert  | 1999 TY197               | 12 ottobre 1999   | LINEAR                               |
| 25379 -            | 1999 TL210               | 14 ottobre 1999   | LINEAR                               |
| 25380 -            | 1999 TA212               | 15 ottobre 1999   | LINEAR                               |
| 25381 Jerrynelson  | 1999 TE213               | 15 ottobre 1999   | LINEAR                               |
| 25382 -            | 1999 TK226               | 3 ottobre 1999    | Spacewatch                           |
| 25383 Lindacker    | 1999 UN1                 | 18 ottobre 1999   | Kleť                                 |
| 25384 Partizánske  | 1999 UW1                 | 18 ottobre 1999   | P. Kušnirák                          |
| 25385 -            | 1999 UC3                 | 20 ottobre 1999   | T. Kagawa                            |
| 25386 -            | 1999 UE3                 | 17 ottobre 1999   | W. Bickel                            |
| 25387 -            | 1999 UN3                 | 16 ottobre 1999   | K. Korlević                          |
| 25388 -            | 1999 UG4                 | 31 ottobre 1999   | J. M. Roe                            |
| 25389 -            | 1999 UJ9                 | 29 ottobre 1999   | CSS                                  |
| 25390 -            | 1999 UU10                | 31 ottobre 1999   | LINEAR                               |
| 25391 -            | 1999 UC16                | 29 ottobre 1999   | CSS                                  |
| 25392 -            | 1999 UC26                | 30 ottobre 1999   | CSS                                  |
| 25393 -            | 1999 UK26                | 30 ottobre 1999   | CSS                                  |
| 25394 -            | 1999 UQ48                | 30 ottobre 1999   | CSS                                  |
| 25395 -            | 1999 VF6                 | 5 novembre 1999   | T. Kobayashi                         |
| 25396 -            | 1999 VL10                | 9 novembre 1999   | T. Kobayashi                         |
| 25397 -            | 1999 VY10                | 7 novembre 1999   | S. Sposetti                          |
| 25398 -            | 1999 VM12                | 11 novembre 1999  | C. W. Juels                          |
| 25399 Vonnegut     | 1999 VN20                | 11 novembre 1999  | C. W. Juels                          |
| 25400 -            | 1999 VU20                | 9 novembre 1999   | Y. Shimizu, T. Urata                 |

## 25401-25500
| Nome                | Designazione provvisoria | Data di scoperta | Scopritore                           |
| ------------------- | ------------------------ | ---------------- | ------------------------------------ |
| 25401 -             | 1999 VY24                | 13 novembre 1999 | T. Kobayashi                         |
| 25402 Angelanorse   | 1999 VA27                | 3 novembre 1999  | LINEAR                               |
| 25403 Carlapiazza   | 1999 VE31                | 3 novembre 1999  | LINEAR                               |
| 25404 Shansample    | 1999 VU31                | 3 novembre 1999  | LINEAR                               |
| 25405 Jeffwidder    | 1999 VM32                | 3 novembre 1999  | LINEAR                               |
| 25406 Debwysocki    | 1999 VR32                | 3 novembre 1999  | LINEAR                               |
| 25407 -             | 1999 VM34                | 3 novembre 1999  | LINEAR                               |
| 25408 -             | 1999 VB35                | 3 novembre 1999  | LINEAR                               |
| 25409 -             | 1999 VD36                | 3 novembre 1999  | LINEAR                               |
| 25410 Abejar        | 1999 VG36                | 3 novembre 1999  | LINEAR                               |
| 25411 -             | 1999 VM37                | 3 novembre 1999  | LINEAR                               |
| 25412 Arbesfeld     | 1999 VZ38                | 10 novembre 1999 | LINEAR                               |
| 25413 Dorischen     | 1999 VE39                | 10 novembre 1999 | LINEAR                               |
| 25414 Cherkassky    | 1999 VH48                | 3 novembre 1999  | LINEAR                               |
| 25415 Jocelyn       | 1999 VL53                | 3 novembre 1999  | LINEAR                               |
| 25416 Chyanwen      | 1999 VY58                | 4 novembre 1999  | LINEAR                               |
| 25417 Coquillette   | 1999 VZ65                | 4 novembre 1999  | LINEAR                               |
| 25418 Deshmukh      | 1999 VG66                | 4 novembre 1999  | LINEAR                               |
| 25419 -             | 1999 VC72                | 11 novembre 1999 | Beijing Schmidt CCD Asteroid Program |
| 25420 -             | 1999 VN81                | 5 novembre 1999  | LINEAR                               |
| 25421 Gafaran       | 1999 VL86                | 5 novembre 1999  | LINEAR                               |
| 25422 Abigreene     | 1999 VL111               | 9 novembre 1999  | LINEAR                               |
| 25423 -             | 1999 VS127               | 9 novembre 1999  | Spacewatch                           |
| 25424 Gunasekaran   | 1999 VQ158               | 14 novembre 1999 | LINEAR                               |
| 25425 Chelsealynn   | 1999 VR169               | 14 novembre 1999 | LINEAR                               |
| 25426 Alexanderkim  | 1999 VU169               | 14 novembre 1999 | LINEAR                               |
| 25427 Kratchmarov   | 1999 VP170               | 14 novembre 1999 | LINEAR                               |
| 25428 Lakhanpal     | 1999 VM172               | 14 novembre 1999 | LINEAR                               |
| 25429 -             | 1999 VM187               | 15 novembre 1999 | LINEAR                               |
| 25430 Ericlarson    | 1999 VT189               | 15 novembre 1999 | LINEAR                               |
| 25431 -             | 1999 VW194               | 2 novembre 1999  | CSS                                  |
| 25432 Josepherli    | 1999 VG225               | 5 novembre 1999  | LINEAR                               |
| 25433 -             | 1999 WM2                 | 26 novembre 1999 | K. Korlević                          |
| 25434 Westonia      | 1999 WS2                 | 29 novembre 1999 | Miloš Tichý                          |
| 25435 -             | 1999 WX3                 | 28 novembre 1999 | T. Kobayashi                         |
| 25436 -             | 1999 WE4                 | 28 novembre 1999 | T. Kobayashi                         |
| 25437 -             | 1999 WP4                 | 28 novembre 1999 | T. Kobayashi                         |
| 25438 -             | 1999 WY5                 | 30 novembre 1999 | LINEAR                               |
| 25439 -             | 1999 WV6                 | 28 novembre 1999 | K. Korlević                          |
| 25440 -             | 1999 WR7                 | 28 novembre 1999 | K. Korlević                          |
| 25441 -             | 1999 WG8                 | 28 novembre 1999 | Uppsala-DLR Asteroid Survey          |
| 25442 -             | 1999 WQ9                 | 30 novembre 1999 | T. Kobayashi                         |
| 25443 -             | 1999 WC10                | 30 novembre 1999 | T. Kobayashi                         |
| 25444 -             | 1999 WL13                | 29 novembre 1999 | K. Korlević                          |
| 25445 -             | 1999 XK1                 | 2 dicembre 1999  | T. Kobayashi                         |
| 25446 -             | 1999 XF2                 | 4 dicembre 1999  | T. Kagawa                            |
| 25447 -             | 1999 XE4                 | 4 dicembre 1999  | CSS                                  |
| 25448 -             | 1999 XJ4                 | 4 dicembre 1999  | CSS                                  |
| 25449 -             | 1999 XN6                 | 4 dicembre 1999  | CSS                                  |
| 25450 -             | 1999 XQ7                 | 4 dicembre 1999  | C. W. Juels                          |
| 25451 -             | 1999 XC8                 | 3 dicembre 1999  | T. Kobayashi                         |
| 25452 -             | 1999 XS10                | 5 dicembre 1999  | CSS                                  |
| 25453 -             | 1999 XU11                | 6 dicembre 1999  | CSS                                  |
| 25454 -             | 1999 XN12                | 5 dicembre 1999  | LINEAR                               |
| 25455 Anissamak     | 1999 XP12                | 5 dicembre 1999  | LINEAR                               |
| 25456 Caitlinmann   | 1999 XQ12                | 5 dicembre 1999  | LINEAR                               |
| 25457 Mariannamao   | 1999 XH13                | 5 dicembre 1999  | LINEAR                               |
| 25458 -             | 1999 XT13                | 5 dicembre 1999  | LINEAR                               |
| 25459 -             | 1999 XL14                | 5 dicembre 1999  | LINEAR                               |
| 25460 -             | 1999 XX15                | 6 dicembre 1999  | K. Korlević                          |
| 25461 -             | 1999 XR18                | 3 dicembre 1999  | LINEAR                               |
| 25462 Haydenmetsky  | 1999 XV18                | 3 dicembre 1999  | LINEAR                               |
| 25463 -             | 1999 XJ21                | 5 dicembre 1999  | LINEAR                               |
| 25464 Maxrabinovich | 1999 XA24                | 6 dicembre 1999  | LINEAR                               |
| 25465 Rajagopalan   | 1999 XT25                | 6 dicembre 1999  | LINEAR                               |
| 25466 -             | 1999 XG31                | 6 dicembre 1999  | LINEAR                               |
| 25467 -             | 1999 XV32                | 6 dicembre 1999  | LINEAR                               |
| 25468 Ramakrishna   | 1999 XS33                | 6 dicembre 1999  | LINEAR                               |
| 25469 Ransohoff     | 1999 XC34                | 6 dicembre 1999  | LINEAR                               |
| 25470 -             | 1999 XW35                | 6 dicembre 1999  | J. Nomen                             |
| 25471 -             | 1999 XZ35                | 6 dicembre 1999  | T. Kobayashi                         |
| 25472 Joanoro       | 1999 XL36                | 6 dicembre 1999  | J. Nomen                             |
| 25473 -             | 1999 XJ38                | 3 dicembre 1999  | N. Kawasato                          |
| 25474 -             | 1999 XO38                | 8 dicembre 1999  | LINEAR                               |
| 25475 Lizrao        | 1999 XY40                | 7 dicembre 1999  | LINEAR                               |
| 25476 Sealfon       | 1999 XU42                | 7 dicembre 1999  | LINEAR                               |
| 25477 Preyashah     | 1999 XC44                | 7 dicembre 1999  | LINEAR                               |
| 25478 Shrock        | 1999 XR45                | 7 dicembre 1999  | LINEAR                               |
| 25479 Ericshyu      | 1999 XD54                | 7 dicembre 1999  | LINEAR                               |
| 25480 -             | 1999 XB67                | 7 dicembre 1999  | LINEAR                               |
| 25481 Willjaysun    | 1999 XU68                | 7 dicembre 1999  | LINEAR                               |
| 25482 Tallapragada  | 1999 XM72                | 7 dicembre 1999  | LINEAR                               |
| 25483 Trusheim      | 1999 XF74                | 7 dicembre 1999  | LINEAR                               |
| 25484 -             | 1999 XL75                | 7 dicembre 1999  | LINEAR                               |
| 25485 -             | 1999 XY75                | 7 dicembre 1999  | LINEAR                               |
| 25486 Michaelwham   | 1999 XF81                | 7 dicembre 1999  | LINEAR                               |
| 25487 -             | 1999 XU82                | 7 dicembre 1999  | LINEAR                               |
| 25488 Figueiredo    | 1999 XD83                | 7 dicembre 1999  | LINEAR                               |
| 25489 -             | 1999 XN83                | 7 dicembre 1999  | LINEAR                               |
| 25490 Kevinkelly    | 1999 XN84                | 7 dicembre 1999  | LINEAR                               |
| 25491 Meador        | 1999 XS84                | 7 dicembre 1999  | LINEAR                               |
| 25492 Firnberg      | 1999 XF85                | 7 dicembre 1999  | LINEAR                               |
| 25493 -             | 1999 XG85                | 7 dicembre 1999  | LINEAR                               |
| 25494 -             | 1999 XV86                | 7 dicembre 1999  | LINEAR                               |
| 25495 Michaelroddy  | 1999 XW86                | 7 dicembre 1999  | LINEAR                               |
| 25496 -             | 1999 XY86                | 7 dicembre 1999  | LINEAR                               |
| 25497 Brauerman     | 1999 XV87                | 7 dicembre 1999  | LINEAR                               |
| 25498 -             | 1999 XJ88                | 7 dicembre 1999  | LINEAR                               |
| 25499 -             | 1999 XR88                | 7 dicembre 1999  | LINEAR                               |
| 25500 -             | 1999 XF91                | 7 dicembre 1999  | LINEAR                               |

## 25501-25600
| Nome                 | Designazione provvisoria | Data di scoperta | Scopritore      |
| -------------------- | ------------------------ | ---------------- | --------------- |
| 25501 -              | 1999 XK91                | 7 dicembre 1999  | LINEAR          |
| 25502 -              | 1999 XO91                | 7 dicembre 1999  | LINEAR          |
| 25503 -              | 1999 XW93                | 7 dicembre 1999  | LINEAR          |
| 25504 -              | 1999 XS94                | 7 dicembre 1999  | LINEAR          |
| 25505 -              | 1999 XQ95                | 7 dicembre 1999  | T. Kobayashi    |
| 25506 -              | 1999 XS95                | 9 dicembre 1999  | T. Kobayashi    |
| 25507 -              | 1999 XB96                | 9 dicembre 1999  | T. Kobayashi    |
| 25508 -              | 1999 XC96                | 9 dicembre 1999  | T. Kobayashi    |
| 25509 Rodwong        | 1999 XF97                | 7 dicembre 1999  | LINEAR          |
| 25510 Donvincent     | 1999 XJ97                | 7 dicembre 1999  | LINEAR          |
| 25511 Annlipinsky    | 1999 XM97                | 7 dicembre 1999  | LINEAR          |
| 25512 Anncomins      | 1999 XT97                | 7 dicembre 1999  | LINEAR          |
| 25513 Weseley        | 1999 XM98                | 7 dicembre 1999  | LINEAR          |
| 25514 Lisawu         | 1999 XJ99                | 7 dicembre 1999  | LINEAR          |
| 25515 Briancarey     | 1999 XU99                | 7 dicembre 1999  | LINEAR          |
| 25516 Davidknight    | 1999 XS100               | 7 dicembre 1999  | LINEAR          |
| 25517 Davidlau       | 1999 XD101               | 7 dicembre 1999  | LINEAR          |
| 25518 Paulcitrin     | 1999 XO101               | 7 dicembre 1999  | LINEAR          |
| 25519 Bartolomeo     | 1999 XS101               | 7 dicembre 1999  | LINEAR          |
| 25520 Deronchang     | 1999 XV102               | 7 dicembre 1999  | LINEAR          |
| 25521 Stevemorgan    | 1999 XH103               | 7 dicembre 1999  | LINEAR          |
| 25522 Roisen         | 1999 XK103               | 7 dicembre 1999  | LINEAR          |
| 25523 -              | 1999 XU104               | 10 dicembre 1999 | T. Kobayashi    |
| 25524 -              | 1999 XA106               | 11 dicembre 1999 | T. Kobayashi    |
| 25525 -              | 1999 XM113               | 11 dicembre 1999 | LINEAR          |
| 25526 -              | 1999 XV115               | 5 dicembre 1999  | CSS             |
| 25527 -              | 1999 XM117               | 5 dicembre 1999  | CSS             |
| 25528 -              | 1999 XP126               | 7 dicembre 1999  | CSS             |
| 25529 -              | 1999 XL127               | 11 dicembre 1999 | C. W. Juels     |
| 25530 -              | 1999 XQ127               | 6 dicembre 1999  | K. Korlević     |
| 25531 Lessek         | 1999 XE133               | 12 dicembre 1999 | LINEAR          |
| 25532 -              | 1999 XJ133               | 12 dicembre 1999 | LINEAR          |
| 25533 -              | 1999 XC140               | 2 dicembre 1999  | Spacewatch      |
| 25534 -              | 1999 XK140               | 2 dicembre 1999  | Spacewatch      |
| 25535 -              | 1999 XF144               | 15 dicembre 1999 | C. W. Juels     |
| 25536 -              | 1999 XG144               | 15 dicembre 1999 | C. W. Juels     |
| 25537 -              | 1999 XK157               | 8 dicembre 1999  | LINEAR          |
| 25538 Markcarlson    | 1999 XN158               | 8 dicembre 1999  | LINEAR          |
| 25539 Roberthelm     | 1999 XA159               | 8 dicembre 1999  | LINEAR          |
| 25540 -              | 1999 XQ159               | 8 dicembre 1999  | LINEAR          |
| 25541 Greathouse     | 1999 XB160               | 8 dicembre 1999  | LINEAR          |
| 25542 Garabedian     | 1999 XH160               | 8 dicembre 1999  | LINEAR          |
| 25543 Fruen          | 1999 XR160               | 8 dicembre 1999  | LINEAR          |
| 25544 Renerogers     | 1999 XU161               | 13 dicembre 1999 | LINEAR          |
| 25545 -              | 1999 XG164               | 8 dicembre 1999  | LINEAR          |
| 25546 -              | 1999 XL164               | 8 dicembre 1999  | LINEAR          |
| 25547 -              | 1999 XV164               | 8 dicembre 1999  | LINEAR          |
| 25548 -              | 1999 XP165               | 8 dicembre 1999  | LINEAR          |
| 25549 Jonsauer       | 1999 XZ167               | 10 dicembre 1999 | LINEAR          |
| 25550 -              | 1999 XH168               | 10 dicembre 1999 | LINEAR          |
| 25551 Drewhall       | 1999 XP168               | 10 dicembre 1999 | LINEAR          |
| 25552 Gaster         | 1999 XS168               | 10 dicembre 1999 | LINEAR          |
| 25553 Ivanlafer      | 1999 XC169               | 10 dicembre 1999 | LINEAR          |
| 25554 Jayaranjan     | 1999 XG169               | 10 dicembre 1999 | LINEAR          |
| 25555 Ratnavarma     | 1999 XJ169               | 10 dicembre 1999 | LINEAR          |
| 25556 -              | 1999 XP169               | 10 dicembre 1999 | LINEAR          |
| 25557 -              | 1999 XW171               | 10 dicembre 1999 | LINEAR          |
| 25558 -              | 1999 XT172               | 10 dicembre 1999 | LINEAR          |
| 25559 -              | 1999 XW172               | 10 dicembre 1999 | LINEAR          |
| 25560 Chaihaoxi      | 1999 XD173               | 10 dicembre 1999 | LINEAR          |
| 25561 Leehyunki      | 1999 XN173               | 10 dicembre 1999 | LINEAR          |
| 25562 Limdarren      | 1999 XJ174               | 10 dicembre 1999 | LINEAR          |
| 25563 -              | 1999 XR174               | 10 dicembre 1999 | LINEAR          |
| 25564 -              | 1999 XC175               | 10 dicembre 1999 | LINEAR          |
| 25565 Lusiyang       | 1999 XM175               | 10 dicembre 1999 | LINEAR          |
| 25566 Panying        | 1999 XM177               | 10 dicembre 1999 | LINEAR          |
| 25567 -              | 1999 XJ178               | 10 dicembre 1999 | LINEAR          |
| 25568 -              | 1999 XC179               | 10 dicembre 1999 | LINEAR          |
| 25569 -              | 1999 XE192               | 12 dicembre 1999 | LINEAR          |
| 25570 Kesun          | 1999 XT194               | 12 dicembre 1999 | LINEAR          |
| 25571 -              | 1999 XP195               | 12 dicembre 1999 | LINEAR          |
| 25572 -              | 1999 XJ197               | 12 dicembre 1999 | LINEAR          |
| 25573 Wanghaoyu      | 1999 XT205               | 12 dicembre 1999 | LINEAR          |
| 25574 -              | 1999 XZ205               | 12 dicembre 1999 | LINEAR          |
| 25575 -              | 1999 XD206               | 12 dicembre 1999 | LINEAR          |
| 25576 -              | 1999 XL213               | 14 dicembre 1999 | LINEAR          |
| 25577 Wangmanqiang   | 1999 XN213               | 14 dicembre 1999 | LINEAR          |
| 25578 -              | 1999 XB217               | 13 dicembre 1999 | Spacewatch      |
| 25579 -              | 1999 XO217               | 13 dicembre 1999 | Spacewatch      |
| 25580 Xuelai         | 1999 XU220               | 14 dicembre 1999 | LINEAR          |
| 25581 -              | 1999 XD221               | 14 dicembre 1999 | LINEAR          |
| 25582 -              | 1999 XG221               | 14 dicembre 1999 | LINEAR          |
| 25583 -              | 1999 XJ221               | 14 dicembre 1999 | LINEAR          |
| 25584 Zhangnelson    | 1999 XO221               | 15 dicembre 1999 | LINEAR          |
| 25585 -              | 1999 XK224               | 13 dicembre 1999 | Spacewatch      |
| 25586 -              | 1999 XY225               | 13 dicembre 1999 | Spacewatch      |
| 25587 -              | 1999 XL227               | 15 dicembre 1999 | Spacewatch      |
| 25588 -              | 1999 XW230               | 7 dicembre 1999  | CSS             |
| 25589 Danicamckellar | 1999 XY231               | 9 dicembre 1999  | CSS             |
| 25590 -              | 1999 XM238               | 3 dicembre 1999  | LINEAR          |
| 25591 -              | 1999 XG252               | 9 dicembre 1999  | Spacewatch      |
| 25592 -              | 1999 YO1                 | 19 dicembre 1999 | Y. Ikari        |
| 25593 Camillejordan  | 1999 YA5                 | 28 dicembre 1999 | P. G. Comba     |
| 25594 Kessler        | 1999 YA9                 | 29 dicembre 1999 | G. Hug, G. Bell |
| 25595 -              | 1999 YD9                 | 29 dicembre 1999 | G. Hug, G. Bell |
| 25596 -              | 1999 YO9                 | 31 dicembre 1999 | T. Kobayashi    |
| 25597 Glendahill     | 1999 YS14                | 31 dicembre 1999 | LONEOS          |
| 25598 -              | 1999 YK16                | 31 dicembre 1999 | Spacewatch      |
| 25599 -              | 2000 AN                  | 2 gennaio 2000   | C. W. Juels     |
| 25600 -              | 2000 AS1                 | 2 gennaio 2000   | K. Korlević     |

## 25601-25700
| Nome                 | Designazione provvisoria | Data di scoperta | Scopritore              |
| -------------------- | ------------------------ | ---------------- | ----------------------- |
| 25601 Francopacini   | 2000 AX2                 | 1 gennaio 2000   | M. Tombelli, L. Tesi    |
| 25602 Ucaronia       | 2000 AA3                 | 2 gennaio 2000   | A. Boattini, A. Caronia |
| 25603 -              | 2000 AR4                 | 2 gennaio 2000   | K. Korlević             |
| 25604 Karlin         | 2000 AM6                 | 4 gennaio 2000   | P. G. Comba             |
| 25605 -              | 2000 AP7                 | 2 gennaio 2000   | LINEAR                  |
| 25606 Chiangshenghao | 2000 AT7                 | 2 gennaio 2000   | LINEAR                  |
| 25607 Tsengiching    | 2000 AN10                | 3 gennaio 2000   | LINEAR                  |
| 25608 Hincapie       | 2000 AY10                | 3 gennaio 2000   | LINEAR                  |
| 25609 Bogantes       | 2000 AA12                | 3 gennaio 2000   | LINEAR                  |
| 25610 -              | 2000 AC20                | 3 gennaio 2000   | LINEAR                  |
| 25611 Mabellin       | 2000 AY20                | 3 gennaio 2000   | LINEAR                  |
| 25612 Yaoskalucia    | 2000 AZ22                | 3 gennaio 2000   | LINEAR                  |
| 25613 Bubeníček      | 2000 AL24                | 3 gennaio 2000   | LINEAR                  |
| 25614 Jankrál        | 2000 AE28                | 3 gennaio 2000   | LINEAR                  |
| 25615 Votroubek      | 2000 AR31                | 3 gennaio 2000   | LINEAR                  |
| 25616 Riinuots       | 2000 AJ32                | 3 gennaio 2000   | LINEAR                  |
| 25617 Thomasnesch    | 2000 AN32                | 3 gennaio 2000   | LINEAR                  |
| 25618 -              | 2000 AJ34                | 3 gennaio 2000   | LINEAR                  |
| 25619 Martonspohn    | 2000 AQ34                | 3 gennaio 2000   | LINEAR                  |
| 25620 Jayaprakash    | 2000 AL40                | 3 gennaio 2000   | LINEAR                  |
| 25621 -              | 2000 AF41                | 3 gennaio 2000   | LINEAR                  |
| 25622 -              | 2000 AN46                | 3 gennaio 2000   | LINEAR                  |
| 25623 -              | 2000 AY47                | 4 gennaio 2000   | LINEAR                  |
| 25624 Kronecker      | 2000 AK48                | 6 gennaio 2000   | P. G. Comba             |
| 25625 Verdenet       | 2000 AN48                | 5 gennaio 2000   | J.-C. Merlin            |
| 25626 -              | 2000 AD50                | 5 gennaio 2000   | K. Korlević             |
| 25627 -              | 2000 AU50                | 5 gennaio 2000   | C. W. Juels             |
| 25628 Kummer         | 2000 AZ50                | 7 gennaio 2000   | P. G. Comba             |
| 25629 Mukherjee      | 2000 AH52                | 4 gennaio 2000   | LINEAR                  |
| 25630 Sarkar         | 2000 AT53                | 4 gennaio 2000   | LINEAR                  |
| (25631) 2000 AJ55    | 2000 AJ55                | 4 gennaio 2000   | LINEAR                  |
| 25632 -              | 2000 AO55                | 4 gennaio 2000   | LINEAR                  |
| 25633 -              | 2000 AB56                | 4 gennaio 2000   | LINEAR                  |
| 25634 -              | 2000 AZ59                | 4 gennaio 2000   | LINEAR                  |
| 25635 -              | 2000 AW61                | 4 gennaio 2000   | LINEAR                  |
| 25636 Vaishnav       | 2000 AS62                | 4 gennaio 2000   | LINEAR                  |
| 25637 -              | 2000 AL63                | 4 gennaio 2000   | LINEAR                  |
| 25638 Ahissar        | 2000 AB64                | 4 gennaio 2000   | LINEAR                  |
| 25639 Fedina         | 2000 AV64                | 4 gennaio 2000   | LINEAR                  |
| 25640 Klintefelt     | 2000 AA65                | 4 gennaio 2000   | LINEAR                  |
| 25641 -              | 2000 AT65                | 4 gennaio 2000   | LINEAR                  |
| 25642 Adiseshan      | 2000 AW65                | 4 gennaio 2000   | LINEAR                  |
| 25643 -              | 2000 AK68                | 5 gennaio 2000   | LINEAR                  |
| 25644 -              | 2000 AP70                | 5 gennaio 2000   | LINEAR                  |
| 25645 Alexanderyan   | 2000 AZ73                | 5 gennaio 2000   | LINEAR                  |
| 25646 Noniearora     | 2000 AL74                | 5 gennaio 2000   | LINEAR                  |
| 25647 -              | 2000 AQ75                | 5 gennaio 2000   | LINEAR                  |
| 25648 Baghel         | 2000 AJ77                | 5 gennaio 2000   | LINEAR                  |
| 25649 -              | 2000 AC78                | 5 gennaio 2000   | LINEAR                  |
| 25650 Shaubakshi     | 2000 AX79                | 5 gennaio 2000   | LINEAR                  |
| 25651 -              | 2000 AG81                | 5 gennaio 2000   | LINEAR                  |
| 25652 Maddieball     | 2000 AQ83                | 5 gennaio 2000   | LINEAR                  |
| 25653 Baskaran       | 2000 AV84                | 5 gennaio 2000   | LINEAR                  |
| 25654 -              | 2000 AX85                | 5 gennaio 2000   | LINEAR                  |
| 25655 Baupeter       | 2000 AU86                | 5 gennaio 2000   | LINEAR                  |
| 25656 Bejnood        | 2000 AF87                | 5 gennaio 2000   | LINEAR                  |
| 25657 Berkowitz      | 2000 AM87                | 5 gennaio 2000   | LINEAR                  |
| 25658 Bokor          | 2000 AE88                | 5 gennaio 2000   | LINEAR                  |
| 25659 Liboynton      | 2000 AG88                | 5 gennaio 2000   | LINEAR                  |
| 25660 -              | 2000 AO88                | 5 gennaio 2000   | LINEAR                  |
| 25661 -              | 2000 AZ88                | 5 gennaio 2000   | LINEAR                  |
| 25662 Chonofsky      | 2000 AA89                | 5 gennaio 2000   | LINEAR                  |
| 25663 Nickmycroft    | 2000 AD89                | 5 gennaio 2000   | LINEAR                  |
| 25664 -              | 2000 AM89                | 5 gennaio 2000   | LINEAR                  |
| 25665 -              | 2000 AO89                | 5 gennaio 2000   | LINEAR                  |
| 25666 -              | 2000 AR89                | 5 gennaio 2000   | LINEAR                  |
| 25667 -              | 2000 AK91                | 5 gennaio 2000   | LINEAR                  |
| 25668 -              | 2000 AY94                | 4 gennaio 2000   | LINEAR                  |
| 25669 Kristinrose    | 2000 AJ95                | 4 gennaio 2000   | LINEAR                  |
| 25670 Densley        | 2000 AT95                | 4 gennaio 2000   | LINEAR                  |
| 25671 -              | 2000 AW95                | 4 gennaio 2000   | LINEAR                  |
| 25672 -              | 2000 AX95                | 4 gennaio 2000   | LINEAR                  |
| 25673 Di Mascio      | 2000 AJ99                | 5 gennaio 2000   | LINEAR                  |
| 25674 Kevinellis     | 2000 AT99                | 5 gennaio 2000   | LINEAR                  |
| 25675 -              | 2000 AX101               | 5 gennaio 2000   | LINEAR                  |
| 25676 Jesseellison   | 2000 AG102               | 5 gennaio 2000   | LINEAR                  |
| 25677 Aaronenten     | 2000 AK102               | 5 gennaio 2000   | LINEAR                  |
| 25678 Ericfoss       | 2000 AU105               | 5 gennaio 2000   | LINEAR                  |
| 25679 Andrewguo      | 2000 AX105               | 5 gennaio 2000   | LINEAR                  |
| 25680 Walterhansen   | 2000 AP106               | 5 gennaio 2000   | LINEAR                  |
| 25681 -              | 2000 AC107               | 5 gennaio 2000   | LINEAR                  |
| 25682 -              | 2000 AF110               | 5 gennaio 2000   | LINEAR                  |
| 25683 Haochenhong    | 2000 AA114               | 5 gennaio 2000   | LINEAR                  |
| 25684 -              | 2000 AB114               | 5 gennaio 2000   | LINEAR                  |
| 25685 Katlinhornig   | 2000 AK116               | 5 gennaio 2000   | LINEAR                  |
| 25686 Stephoskins    | 2000 AF117               | 5 gennaio 2000   | LINEAR                  |
| 25687 -              | 2000 AY117               | 5 gennaio 2000   | LINEAR                  |
| 25688 Hritzo         | 2000 AV120               | 5 gennaio 2000   | LINEAR                  |
| 25689 Duannihuang    | 2000 AL121               | 5 gennaio 2000   | LINEAR                  |
| 25690 Iredale        | 2000 AP123               | 5 gennaio 2000   | LINEAR                  |
| 25691 -              | 2000 AQ123               | 5 gennaio 2000   | LINEAR                  |
| 25692 -              | 2000 AJ124               | 5 gennaio 2000   | LINEAR                  |
| 25693 Ishitani       | 2000 AQ124               | 5 gennaio 2000   | LINEAR                  |
| 25694 -              | 2000 AX124               | 5 gennaio 2000   | LINEAR                  |
| 25695 Eileenjang     | 2000 AD125               | 5 gennaio 2000   | LINEAR                  |
| 25696 Kylejones      | 2000 AE125               | 5 gennaio 2000   | LINEAR                  |
| 25697 Kadiyala       | 2000 AA126               | 5 gennaio 2000   | LINEAR                  |
| 25698 Snehakannan    | 2000 AQ126               | 5 gennaio 2000   | LINEAR                  |
| 25699 -              | 2000 AD127               | 5 gennaio 2000   | LINEAR                  |
| 25700 -              | 2000 AA128               | 5 gennaio 2000   | LINEAR                  |

## 25701-25800
| Nome                   | Designazione provvisoria | Data di scoperta | Scopritore     |
| ---------------------- | ------------------------ | ---------------- | -------------- |
| 25701 Alexkeeler       | 2000 AE128               | 5 gennaio 2000   | LINEAR         |
| 25702 -                | 2000 AF128               | 5 gennaio 2000   | LINEAR         |
| 25703 -                | 2000 AH128               | 5 gennaio 2000   | LINEAR         |
| 25704 Kendrick         | 2000 AO128               | 5 gennaio 2000   | LINEAR         |
| 25705 -                | 2000 AU128               | 5 gennaio 2000   | LINEAR         |
| 25706 Cekoscielski     | 2000 AU139               | 5 gennaio 2000   | LINEAR         |
| 25707 -                | 2000 AQ141               | 5 gennaio 2000   | LINEAR         |
| 25708 Vedantkumar      | 2000 AU141               | 5 gennaio 2000   | LINEAR         |
| 25709 -                | 2000 AP142               | 5 gennaio 2000   | LINEAR         |
| 25710 Petelandgren     | 2000 AL151               | 8 gennaio 2000   | LINEAR         |
| 25711 Lebovits         | 2000 AE152               | 8 gennaio 2000   | LINEAR         |
| 25712 -                | 2000 AQ158               | 3 gennaio 2000   | LINEAR         |
| 25713 -                | 2000 AM159               | 3 gennaio 2000   | LINEAR         |
| 25714 Aprillee         | 2000 AW160               | 3 gennaio 2000   | LINEAR         |
| 25715 Lizmariemako     | 2000 AY162               | 5 gennaio 2000   | LINEAR         |
| 25716 -                | 2000 AE164               | 5 gennaio 2000   | LINEAR         |
| 25717 Ritikmal         | 2000 AW168               | 7 gennaio 2000   | LINEAR         |
| 25718 -                | 2000 AH170               | 7 gennaio 2000   | LINEAR         |
| 25719 -                | 2000 AV171               | 7 gennaio 2000   | LINEAR         |
| 25720 Mallidi          | 2000 AO172               | 7 gennaio 2000   | LINEAR         |
| 25721 Anartya          | 2000 AA174               | 7 gennaio 2000   | LINEAR         |
| 25722 Evanmarshall     | 2000 AV174               | 7 gennaio 2000   | LINEAR         |
| 25723 Shamascharak     | 2000 AX174               | 7 gennaio 2000   | LINEAR         |
| 25724 -                | 2000 AM179               | 7 gennaio 2000   | LINEAR         |
| 25725 McCormick        | 2000 AW180               | 7 gennaio 2000   | LINEAR         |
| 25726 -                | 2000 AD181               | 7 gennaio 2000   | LINEAR         |
| 25727 Karsonmiller     | 2000 AN182               | 7 gennaio 2000   | LINEAR         |
| 25728 -                | 2000 AU187               | 8 gennaio 2000   | LINEAR         |
| 25729 -                | 2000 AV187               | 8 gennaio 2000   | LINEAR         |
| 25730 -                | 2000 AY189               | 8 gennaio 2000   | LINEAR         |
| 25731 -                | 2000 AL193               | 8 gennaio 2000   | LINEAR         |
| 25732 -                | 2000 AZ193               | 8 gennaio 2000   | LINEAR         |
| 25733 -                | 2000 AG194               | 8 gennaio 2000   | LINEAR         |
| 25734 -                | 2000 AO195               | 8 gennaio 2000   | LINEAR         |
| 25735 -                | 2000 AS195               | 8 gennaio 2000   | LINEAR         |
| 25736 -                | 2000 AP196               | 8 gennaio 2000   | LINEAR         |
| 25737 -                | 2000 AK198               | 8 gennaio 2000   | LINEAR         |
| 25738 -                | 2000 AO198               | 8 gennaio 2000   | LINEAR         |
| 25739 -                | 2000 AJ202               | 10 gennaio 2000  | LINEAR         |
| 25740 -                | 2000 AR202               | 10 gennaio 2000  | LINEAR         |
| 25741 -                | 2000 AF222               | 8 gennaio 2000   | Spacewatch     |
| 25742 Amandablanco     | 2000 AV228               | 7 gennaio 2000   | LONEOS         |
| 25743 Serrato          | 2000 AA229               | 7 gennaio 2000   | LONEOS         |
| 25744 Surajmishra      | 2000 AW233               | 5 gennaio 2000   | LINEAR         |
| 25745 Schimmelpenninck | 2000 AC242               | 7 gennaio 2000   | LONEOS         |
| 25746 Nickscoville     | 2000 AF242               | 7 gennaio 2000   | LONEOS         |
| 25747 Nicerasmus       | 2000 AH242               | 7 gennaio 2000   | LONEOS         |
| 25748 -                | 2000 AP243               | 7 gennaio 2000   | LINEAR         |
| 25749 -                | 2000 BP3                 | 27 gennaio 2000  | T. Kobayashi   |
| 25750 Miwnay           | 2000 BB4                 | 28 gennaio 2000  | W. K. Y. Yeung |
| 25751 Mokshagundam     | 2000 BS6                 | 25 gennaio 2000  | LINEAR         |
| 25752 -                | 2000 BE8                 | 29 gennaio 2000  | LINEAR         |
| 25753 -                | 2000 BC14                | 28 gennaio 2000  | N. Kawasato    |
| 25754 -                | 2000 BJ14                | 28 gennaio 2000  | T. Kobayashi   |
| 25755 -                | 2000 BR14                | 28 gennaio 2000  | T. Kobayashi   |
| 25756 -                | 2000 BZ16                | 30 gennaio 2000  | LINEAR         |
| 25757 -                | 2000 BS20                | 26 gennaio 2000  | Spacewatch     |
| 25758 -                | 2000 BZ29                | 30 gennaio 2000  | LINEAR         |
| 25759 -                | 2000 BH30                | 25 gennaio 2000  | W. Bickel      |
| 25760 Annaspitz        | 2000 BF34                | 30 gennaio 2000  | CSS            |
| 25761 -                | 2000 BV45                | 28 gennaio 2000  | Spacewatch     |
| 25762 -                | 2000 CO2                 | 2 febbraio 2000  | T. Kobayashi   |
| 25763 Naveenmurali     | 2000 CN4                 | 2 febbraio 2000  | LINEAR         |
| 25764 Divyanag         | 2000 CQ11                | 2 febbraio 2000  | LINEAR         |
| 25765 Heatherlynne     | 2000 CS11                | 2 febbraio 2000  | LINEAR         |
| 25766 Nosarzewski      | 2000 CX17                | 2 febbraio 2000  | LINEAR         |
| 25767 Stevennoyce      | 2000 CG20                | 2 febbraio 2000  | LINEAR         |
| 25768 Nussbaum         | 2000 CD24                | 2 febbraio 2000  | LINEAR         |
| 25769 Munaoli          | 2000 CL24                | 2 febbraio 2000  | LINEAR         |
| 25770 -                | 2000 CV24                | 2 febbraio 2000  | LINEAR         |
| 25771 -                | 2000 CW25                | 2 febbraio 2000  | LINEAR         |
| 25772 Ashpatra         | 2000 CB27                | 2 febbraio 2000  | LINEAR         |
| 25773 -                | 2000 CX27                | 2 febbraio 2000  | LINEAR         |
| 25774 -                | 2000 CA29                | 2 febbraio 2000  | LINEAR         |
| 25775 Danielpeng       | 2000 CF31                | 2 febbraio 2000  | LINEAR         |
| 25776 -                | 2000 CG32                | 2 febbraio 2000  | LINEAR         |
| 25777 -                | 2000 CE34                | 4 febbraio 2000  | K. Korlević    |
| 25778 Csere            | 2000 CQ34                | 4 febbraio 2000  | P. Kušnirák    |
| 25779 -                | 2000 CF35                | 2 febbraio 2000  | LINEAR         |
| 25780 -                | 2000 CS37                | 3 febbraio 2000  | LINEAR         |
| 25781 Rajendra         | 2000 CF38                | 3 febbraio 2000  | LINEAR         |
| 25782 -                | 2000 CX38                | 3 febbraio 2000  | LINEAR         |
| 25783 Brandontyler     | 2000 CM39                | 4 febbraio 2000  | LINEAR         |
| 25784 -                | 2000 CU42                | 2 febbraio 2000  | LINEAR         |
| 25785 -                | 2000 CY45                | 2 febbraio 2000  | LINEAR         |
| 25786 -                | 2000 CN46                | 2 febbraio 2000  | LINEAR         |
| 25787 -                | 2000 CF49                | 2 febbraio 2000  | LINEAR         |
| 25788 -                | 2000 CE51                | 2 febbraio 2000  | LINEAR         |
| 25789 -                | 2000 CK53                | 2 febbraio 2000  | LINEAR         |
| 25790 -                | 2000 CW57                | 5 febbraio 2000  | LINEAR         |
| 25791 -                | 2000 CM61                | 2 febbraio 2000  | LINEAR         |
| 25792 -                | 2000 CZ62                | 2 febbraio 2000  | LINEAR         |
| 25793 Chrisanchez      | 2000 CS65                | 4 febbraio 2000  | LINEAR         |
| 25794 -                | 2000 CF71                | 7 febbraio 2000  | LINEAR         |
| 25795 -                | 2000 CS79                | 8 febbraio 2000  | Spacewatch     |
| 25796 -                | 2000 CT81                | 4 febbraio 2000  | LINEAR         |
| 25797 -                | 2000 CG82                | 4 febbraio 2000  | LINEAR         |
| 25798 Reneeschaaf      | 2000 CU82                | 4 febbraio 2000  | LINEAR         |
| 25799 Anmaschlegel     | 2000 CC83                | 4 febbraio 2000  | LINEAR         |
| 25800 Glukhovsky       | 2000 CG83                | 4 febbraio 2000  | LINEAR         |

## 25801-25900
| Nome                 | Designazione provvisoria | Data di scoperta  | Scopritore      |
| -------------------- | ------------------------ | ----------------- | --------------- |
| 25801 Oliviaschwob   | 2000 CR84                | 4 febbraio 2000   | LINEAR          |
| 25802 -              | 2000 CA85                | 4 febbraio 2000   | LINEAR          |
| 25803 -              | 2000 CW87                | 4 febbraio 2000   | LINEAR          |
| 25804 -              | 2000 CC89                | 4 febbraio 2000   | LINEAR          |
| 25805 -              | 2000 CV91                | 6 febbraio 2000   | LINEAR          |
| 25806 -              | 2000 CF93                | 6 febbraio 2000   | LINEAR          |
| 25807 Baharshah      | 2000 CU93                | 8 febbraio 2000   | LINEAR          |
| 25808 -              | 2000 CK103               | 7 febbraio 2000   | LINEAR          |
| 25809 -              | 2000 CU125               | 3 febbraio 2000   | LINEAR          |
| 25810 -              | 2000 CO127               | 2 febbraio 2000   | Spacewatch      |
| 25811 Richardteo     | 2000 DE1                 | 26 febbraio 2000  | W. K. Y. Yeung  |
| 25812 -              | 2000 DE4                 | 28 febbraio 2000  | LINEAR          |
| 25813 Savannahshaw   | 2000 DW18                | 29 febbraio 2000  | LINEAR          |
| 25814 Preesinghal    | 2000 DF24                | 29 febbraio 2000  | LINEAR          |
| 25815 Scottskirlo    | 2000 DM26                | 29 febbraio 2000  | LINEAR          |
| 25816 -              | 2000 DK29                | 29 febbraio 2000  | LINEAR          |
| 25817 Tahilramani    | 2000 DQ31                | 29 febbraio 2000  | LINEAR          |
| 25818 -              | 2000 DH32                | 29 febbraio 2000  | LINEAR          |
| 25819 Tripathi       | 2000 DW32                | 29 febbraio 2000  | LINEAR          |
| 25820 -              | 2000 DB56                | 29 febbraio 2000  | LINEAR          |
| 25821 -              | 2000 DY59                | 29 febbraio 2000  | LINEAR          |
| 25822 Carolinejune   | 2000 DH72                | 29 febbraio 2000  | LINEAR          |
| 25823 Dentrujillo    | 2000 DV73                | 29 febbraio 2000  | LINEAR          |
| 25824 Viviantsang    | 2000 DU75                | 29 febbraio 2000  | LINEAR          |
| 25825 -              | 2000 DH88                | 29 febbraio 2000  | LINEAR          |
| 25826 -              | 2000 DX93                | 28 febbraio 2000  | LINEAR          |
| 25827 -              | 2000 DZ93                | 28 febbraio 2000  | LINEAR          |
| 25828 -              | 2000 DM102               | 29 febbraio 2000  | LINEAR          |
| 25829 -              | 2000 DU108               | 29 febbraio 2000  | LINEAR          |
| 25830 -              | 2000 DN110               | 26 febbraio 2000  | T. Pauwels      |
| 25831 -              | 2000 DH111               | 29 febbraio 2000  | LINEAR          |
| 25832 Van Scoyoc     | 2000 EN9                 | 3 marzo 2000      | LINEAR          |
| 25833 -              | 2000 ED15                | 5 marzo 2000      | J. Broughton    |
| 25834 Vechinski      | 2000 EN19                | 5 marzo 2000      | LINEAR          |
| 25835 Tomzega        | 2000 EO20                | 3 marzo 2000      | CSS             |
| 25836 Harishvemuri   | 2000 ER29                | 5 marzo 2000      | LINEAR          |
| 25837 -              | 2000 EG30                | 5 marzo 2000      | LINEAR          |
| 25838 -              | 2000 EV30                | 5 marzo 2000      | LINEAR          |
| 25839 -              | 2000 ES50                | 11 marzo 2000     | F. B. Zoltowski |
| 25840 -              | 2000 ER57                | 8 marzo 2000      | LINEAR          |
| 25841 -              | 2000 EA76                | 5 marzo 2000      | LINEAR          |
| 25842 -              | 2000 EQ78                | 5 marzo 2000      | LINEAR          |
| 25843 -              | 2000 EQ84                | 8 marzo 2000      | LINEAR          |
| 25844 -              | 2000 EN85                | 8 marzo 2000      | LINEAR          |
| 25845 -              | 2000 EO86                | 8 marzo 2000      | LINEAR          |
| 25846 -              | 2000 EF93                | 9 marzo 2000      | LINEAR          |
| 25847 -              | 2000 EV97                | 12 marzo 2000     | LINEAR          |
| 25848 -              | 2000 EL104               | 14 marzo 2000     | J. Broughton    |
| 25849 -              | 2000 ET107               | 8 marzo 2000      | LINEAR          |
| 25850 -              | 2000 EG108               | 8 marzo 2000      | LINEAR          |
| 25851 Browning       | 2000 EE120               | 11 marzo 2000     | LONEOS          |
| 25852 -              | 2000 EW147               | 4 marzo 2000      | LINEAR          |
| 25853 -              | 2000 ES151               | 6 marzo 2000      | NEAT            |
| 25854 -              | 2000 EP166               | 4 marzo 2000      | LINEAR          |
| 25855 -              | 2000 EA168               | 4 marzo 2000      | LINEAR          |
| 25856 -              | 2000 EZ170               | 5 marzo 2000      | LINEAR          |
| 25857 -              | 2000 EM184               | 5 marzo 2000      | LINEAR          |
| 25858 Donherbert     | 2000 EO204               | 10 marzo 2000     | CSS             |
| 25859 -              | 2000 FW3                 | 28 marzo 2000     | LINEAR          |
| 25860 -              | 2000 FY11                | 28 marzo 2000     | LINEAR          |
| 25861 -              | 2000 FS15                | 28 marzo 2000     | LINEAR          |
| 25862 -              | 2000 FC16                | 28 marzo 2000     | LINEAR          |
| 25863 -              | 2000 FV47                | 29 marzo 2000     | LINEAR          |
| 25864 Banič          | 2000 GR82                | 8 aprile 2000     | P. Kušnirák     |
| 25865 -              | 2000 GX82                | 2 aprile 2000     | LINEAR          |
| 25866 -              | 2000 GA100               | 7 aprile 2000     | LINEAR          |
| 25867 DeMuth         | 2000 HK66                | 26 aprile 2000    | LONEOS          |
| 25868 -              | 2000 JT6                 | 4 maggio 2000     | LINEAR          |
| 25869 Jacoby         | 2000 JP70                | 1 maggio 2000     | LONEOS          |
| 25870 Panchovigil    | 2000 KB14                | 28 maggio 2000    | LINEAR          |
| 25871 -              | 2000 LZ26                | 11 giugno 2000    | P. R. Holvorcem |
| 25872 -              | 2000 MV1                 | 25 giugno 2000    | LINEAR          |
| 25873 -              | 2000 MK6                 | 25 giugno 2000    | LINEAR          |
| 25874 -              | 2000 OS39                | 30 luglio 2000    | LINEAR          |
| 25875 Wickramasekara | 2000 OT52                | 31 luglio 2000    | LINEAR          |
| 25876 -              | 2000 PP16                | 1 agosto 2000     | LINEAR          |
| 25877 Katherinexue   | 2000 QN41                | 24 agosto 2000    | LINEAR          |
| 25878 Sihengyou      | 2000 QW77                | 24 agosto 2000    | LINEAR          |
| 25879 -              | 2000 QA105               | 28 agosto 2000    | LINEAR          |
| 25880 -              | 2000 QG196               | 28 agosto 2000    | LINEAR          |
| 25881 -              | 2000 RH41                | 3 settembre 2000  | LINEAR          |
| 25882 -              | 2000 RY47                | 3 settembre 2000  | LINEAR          |
| 25883 -              | 2000 RD88                | 2 settembre 2000  | NEAT            |
| 25884 Asai           | 2000 SQ4                 | 20 settembre 2000 | BATTeRS         |
| 25885 Wiesinger      | 2000 SD144               | 24 settembre 2000 | LINEAR          |
| 25886 -              | 2000 SY181               | 19 settembre 2000 | NEAT            |
| 25887 -              | 2000 SU308               | 30 settembre 2000 | LINEAR          |
| 25888 -              | 2000 UW109               | 31 ottobre 2000   | LINEAR          |
| 25889 -              | 2000 VK29                | 1 novembre 2000   | LINEAR          |
| 25890 Louisburg      | 2000 VG38                | 3 novembre 2000   | L. Robinson     |
| 25891 -              | 2000 WK9                 | 20 novembre 2000  | C. W. Juels     |
| 25892 Funabashi      | 2000 WP9                 | 22 novembre 2000  | BATTeRS         |
| 25893 Sugihara       | 2000 WR9                 | 19 novembre 2000  | W. K. Y. Yeung  |
| 25894 -              | 2000 WV125               | 30 novembre 2000  | LINEAR          |
| 25895 -              | 2000 XN9                 | 1 dicembre 2000   | LINEAR          |
| 25896 -              | 2000 XW14                | 4 dicembre 2000   | LINEAR          |
| 25897 -              | 2000 XZ32                | 4 dicembre 2000   | LINEAR          |
| 25898 Alpoge         | 2000 YJ41                | 30 dicembre 2000  | LINEAR          |
| 25899 Namratanand    | 2000 YE61                | 30 dicembre 2000  | LINEAR          |
| 25900 -              | 2000 YH98                | 30 dicembre 2000  | LINEAR          |

## 25901-26000
| Nome                 | Designazione provvisoria | Data di scoperta | Scopritore     |
| -------------------- | ------------------------ | ---------------- | -------------- |
| 25901 Ericbrooks     | 2000 YX99                | 30 dicembre 2000 | LINEAR         |
| 25902 -              | 2000 YZ105               | 28 dicembre 2000 | LINEAR         |
| 25903 Yuvalcalev     | 2000 YC116               | 30 dicembre 2000 | LINEAR         |
| 25904 -              | 2000 YQ123               | 28 dicembre 2000 | LINEAR         |
| 25905 Clerico        | 2000 YO134               | 31 dicembre 2000 | LONEOS         |
| 25906 Morrell        | 2000 YV139               | 27 dicembre 2000 | LONEOS         |
| 25907 Capodilupo     | 2001 AR20                | 3 gennaio 2001   | LINEAR         |
| 25908 -              | 2001 BJ                  | 17 gennaio 2001  | T. Kobayashi   |
| 25909 -              | 2001 BU49                | 21 gennaio 2001  | LINEAR         |
| 25910 -              | 2001 BM50                | 25 gennaio 2001  | LINEAR         |
| 25911 -              | 2001 BC76                | 26 gennaio 2001  | LINEAR         |
| 25912 Recawkwell     | 2001 CP9                 | 1 febbraio 2001  | LINEAR         |
| 25913 Jamesgreen     | 2001 CB29                | 2 febbraio 2001  | LONEOS         |
| 25914 Bair           | 2001 CC30                | 2 febbraio 2001  | LONEOS         |
| 25915 Charlesmcguire | 2001 CF30                | 2 febbraio 2001  | LONEOS         |
| 25916 -              | 2001 CP44                | 15 febbraio 2001 | LINEAR         |
| 25917 -              | 2001 DT6                 | 17 febbraio 2001 | K. Korlević    |
| 25918 -              | 2001 DT13                | 19 febbraio 2001 | T. Kobayashi   |
| 25919 Comuniello     | 2001 DV15                | 16 febbraio 2001 | LINEAR         |
| 25920 Templeanne     | 2001 DT18                | 16 febbraio 2001 | LINEAR         |
| 25921 -              | 2001 DS21                | 16 febbraio 2001 | LINEAR         |
| 25922 -              | 2001 DY21                | 16 febbraio 2001 | LINEAR         |
| 25923 -              | 2001 DS29                | 17 febbraio 2001 | LINEAR         |
| 25924 Douglasadams   | 2001 DA42                | 19 febbraio 2001 | LINEAR         |
| 25925 Jamesfenska    | 2001 DW48                | 16 febbraio 2001 | LINEAR         |
| 25926 -              | 2001 DY48                | 16 febbraio 2001 | LINEAR         |
| 25927 Jagandelman    | 2001 DE51                | 16 febbraio 2001 | LINEAR         |
| 25928 -              | 2001 DJ52                | 17 febbraio 2001 | LINEAR         |
| 25929 -              | 2001 DY52                | 17 febbraio 2001 | LINEAR         |
| 25930 Spielberg      | 2001 DJ54                | 21 febbraio 2001 | W. K. Y. Yeung |
| 25931 Peterhu        | 2001 DJ70                | 19 febbraio 2001 | LINEAR         |
| 25932 -              | 2001 DB72                | 19 febbraio 2001 | LINEAR         |
| 25933 Ruoyijiang     | 2001 DM73                | 19 febbraio 2001 | LINEAR         |
| 25934 -              | 2001 DC74                | 19 febbraio 2001 | LINEAR         |
| 25935 -              | 2001 DG74                | 19 febbraio 2001 | LINEAR         |
| 25936 -              | 2001 DZ79                | 20 febbraio 2001 | NEAT           |
| 25937 Malysz         | 2001 DY92                | 19 febbraio 2001 | LONEOS         |
| 25938 Stoch          | 2001 DC102               | 16 febbraio 2001 | LINEAR         |
| 25939 -              | 2001 EQ                  | 3 marzo 2001     | J. Broughton   |
| 25940 Mikeschottland | 2001 ET5                 | 2 marzo 2001     | LONEOS         |
| 25941 Susanahearn    | 2001 EB9                 | 2 marzo 2001     | LONEOS         |
| 25942 Walborn        | 2001 EH9                 | 2 marzo 2001     | LONEOS         |
| 25943 Billahearn     | 2001 EL10                | 2 marzo 2001     | LONEOS         |
| 25944 Charlesross    | 2001 EP10                | 2 marzo 2001     | LONEOS         |
| 25945 Moreadalleore  | 2001 EQ10                | 2 marzo 2001     | LONEOS         |
| 25946 -              | 2001 EH12                | 3 marzo 2001     | LINEAR         |
| 25947 -              | 2001 EQ14                | 15 marzo 2001    | LINEAR         |
| 25948 -              | 2001 EW15                | 15 marzo 2001    | T. Kobayashi   |
| 25949 -              | 2001 EH16                | 15 marzo 2001    | NEAT           |
| 25950 -              | 2001 EU16                | 15 marzo 2001    | NEAT           |
| 25951 Pamross        | 2001 EZ21                | 15 marzo 2001    | LONEOS         |
| 25952 -              | 2001 FE2                 | 17 marzo 2001    | LINEAR         |
| 25953 Lanairlett     | 2001 FM5                 | 18 marzo 2001    | LINEAR         |
| 25954 Trantow        | 2001 FM13                | 19 marzo 2001    | LONEOS         |
| 25955 Radway         | 2001 FX14                | 19 marzo 2001    | LONEOS         |
| 25956 Spanierbeckage | 2001 FE16                | 19 marzo 2001    | LONEOS         |
| 25957 Davidconnell   | 2001 FO16                | 19 marzo 2001    | LONEOS         |
| 25958 Battams        | 2001 FF18                | 19 marzo 2001    | LONEOS         |
| 25959 Gingergiovale  | 2001 FZ18                | 19 marzo 2001    | LONEOS         |
| 25960 Timheckman     | 2001 FQ20                | 19 marzo 2001    | LONEOS         |
| 25961 Conti          | 2001 FL22                | 21 marzo 2001    | LONEOS         |
| 25962 Yifanli        | 2001 FF26                | 18 marzo 2001    | LINEAR         |
| 25963 Elisalin       | 2001 FP26                | 18 marzo 2001    | LINEAR         |
| 25964 Liudavid       | 2001 FY26                | 18 marzo 2001    | LINEAR         |
| 25965 Masihdas       | 2001 FB27                | 18 marzo 2001    | LINEAR         |
| 25966 Akhilmathew    | 2001 FP28                | 19 marzo 2001    | LINEAR         |
| 25967 -              | 2001 FF29                | 19 marzo 2001    | LINEAR         |
| 25968 -              | 2001 FZ30                | 21 marzo 2001    | NEAT           |
| 25969 -              | 2001 FM33                | 18 marzo 2001    | LINEAR         |
| 25970 Nelakanti      | 2001 FD35                | 18 marzo 2001    | LINEAR         |
| 25971 -              | 2001 FP35                | 18 marzo 2001    | LINEAR         |
| 25972 Pfefferjosh    | 2001 FV35                | 18 marzo 2001    | LINEAR         |
| 25973 Puranik        | 2001 FP38                | 18 marzo 2001    | LINEAR         |
| 25974 -              | 2001 FF43                | 18 marzo 2001    | LINEAR         |
| 25975 -              | 2001 FG43                | 18 marzo 2001    | LINEAR         |
| 25976 -              | 2001 FE44                | 18 marzo 2001    | LINEAR         |
| 25977 -              | 2001 FG46                | 18 marzo 2001    | LINEAR         |
| 25978 Katerudolph    | 2001 FS48                | 18 marzo 2001    | LINEAR         |
| 25979 Alansage       | 2001 FC49                | 18 marzo 2001    | LINEAR         |
| 25980 -              | 2001 FK53                | 18 marzo 2001    | LINEAR         |
| 25981 Shahmirian     | 2001 FT53                | 18 marzo 2001    | LINEAR         |
| 25982 -              | 2001 FQ57                | 19 marzo 2001    | LINEAR         |
| 25983 -              | 2001 FR57                | 19 marzo 2001    | LINEAR         |
| 25984 -              | 2001 FG60                | 19 marzo 2001    | LINEAR         |
| 25985 -              | 2001 FZ63                | 19 marzo 2001    | LINEAR         |
| 25986 Sunanda        | 2001 FW65                | 19 marzo 2001    | LINEAR         |
| 25987 Katherynshi    | 2001 FJ66                | 19 marzo 2001    | LINEAR         |
| 25988 Janesuh        | 2001 FA67                | 19 marzo 2001    | LINEAR         |
| 25989 -              | 2001 FB67                | 19 marzo 2001    | LINEAR         |
| 25990 -              | 2001 FJ70                | 19 marzo 2001    | LINEAR         |
| 25991 -              | 2001 FN78                | 19 marzo 2001    | LINEAR         |
| 25992 Benjamensun    | 2001 FT78                | 19 marzo 2001    | LINEAR         |
| 25993 Kevinxu        | 2001 FJ80                | 21 marzo 2001    | LINEAR         |
| 25994 Lynnelleye     | 2001 FK80                | 21 marzo 2001    | LINEAR         |
| 25995 -              | 2001 FA83                | 24 marzo 2001    | LINEAR         |
| 25996 -              | 2001 FN84                | 26 marzo 2001    | Spacewatch     |
| 25997 -              | 2001 FP90                | 26 marzo 2001    | LINEAR         |
| 25998 -              | 2001 FW91                | 16 marzo 2001    | LINEAR         |
| 25999 -              | 2001 FN94                | 16 marzo 2001    | LINEAR         |
| 26000 -              | 2001 FH98                | 16 marzo 2001    | LINEAR         |